# بات كيلي
بات كيلي (بالإنجليزية: Pat Kelly)‏ (و. 1962 – م) هو متزلج سريع، من كندا، ولد في أونتاريو، شارك في ألعاب أولمبية شتوية 1994، وألعاب أولمبية شتوية 1992.

## روابط خارجية
- بات كيلي على موقع SpeedSkatingBase.eu (الإنجليزية)
- بات كيلي على موقع SpeedSkatingStats.com (الإنجليزية)
- بات كيلي على موقع أوليمبيديا (الإنجليزية)
- بات كيلي على موقع اللجنة الأولمبية الكندية (الإنجليزية)